# MNC Corporation
A PT MNC Investama Tbk é uma empresa multinacional envolvida em finâncias, mídia, Recursos naturais, com sede em Jacarta, na Indonésia, foi fundada em 2 de novembro de 1989. A empresa detém uma participação majoritária da Global Mediacom (anteriormente Bimantara Citra). Antes de 28 de agosto de 2013 o nome da empresa era PT Bhakti Investama Tbk.